# 2018년 7월
| 2018년: 1월 · 2월 · 3월 · 4월 · 5월 · 6월 · 7월 · 8월 · 9월 · 10월 · 11월 · 12월 |

| \| 2018년 7월 1일 (일요일) \| \| 편집 \| |  |      |
| 정치와 선거 - 2018년 멕시코 대통령 선거: 안드레스 마누엘 로페스 오브라도르가 멕시코의 대통령에 당선되다. 법과 범죄 - 대한민국 경상남도 하동군 인근 남해고속도로 광주광역시행 고속버스에서 여성이 같은 버스에 탑승한 남성 목 등 신체 부위를 흉기로 찔러 중상에 이르게 한 사건이 발생하였다. |  |      |
| 2018년 7월 1일 (일요일) |  | 편집 |

| 2018년 7월 1일 (일요일) |  | 편집 |

| \| 2018년 7월 2일 (월요일) \| \| 편집 \| |  |      |
| 사건 - 태국 북부 치앙라이주 매사이 군의 탐루엉 동굴에서 4명을 구에서 실종된 유소년 축구단 선수들과 코치가 9일만에 기적으로 생존해 있는 것으로 확인되었다. |  |      |
| 2018년 7월 2일 (월요일) |  | 편집 |

| 2018년 7월 2일 (월요일) |  | 편집 |

| \| 2018년 7월 3일 (화요일) \| \| 편집 \| |  |      |
|                                          |  |      |
| 2018년 7월 3일 (화요일)                  |  | 편집 |

| 2018년 7월 3일 (화요일) |  | 편집 |

| \| 2018년 7월 4일 (수요일) \| \| 편집 \| |  |      |
| 법과 범죄 - 대한민국 서울 관악산에서 여고생에 대한 집단 폭행 사건이 발생했던 것으로 알려졌다. 사회 - 칠레 헌법재판소는 비닐봉투 사용 금지에 대하여 합헌 결정하였다. 칠레는 2014년부터 파타고니아 남부에서 비닐봉투 사용을 금지하였으며, 지난 2017년 10월 미첼 바첼레트 전 대통령이 102개 해안과 도시로 대상 지역을 확대한 바 있다. |  |      |
| 2018년 7월 4일 (수요일) |  | 편집 |

| 2018년 7월 4일 (수요일) |  | 편집 |

| \| 2018년 7월 5일 (목요일) \| \| 편집 \| |  |      |
| 법과 범죄 - 대한민국 전라북도 익산시에서 응급실 의사를 폭행, 협박하고 난동을 부린 40대 피의자가 경찰에 붙잡혔다. 사회 - 유럽 의회에 상정되었던 저작권법 개정안이 부결되었다. 유럽 의회는 오는 2018년 9월에 다시 한 번 투표할 예정이다. 사고 - 멕시코 중부 소도시의 한 사제 폭죽 제조장에서 연쇄 폭발 사고가 일어났다. 이로 인하여 17명이 사망하고, 31명이 다쳤다. 사건 - 박근혜-최순실 게이트로 촉발된 박근혜 탄핵 심판의 선고를 앞두고 있던 2017년 3월, 수도 서울을 비롯한 대한민국 전역에 계엄령을 선포하고 쿠데타를 일으키려는 음모를 꾸민 사건이 군인권센터 통해 공개되었다. |  |      |
| 2018년 7월 5일 (목요일) |  | 편집 |

| 2018년 7월 5일 (목요일) |  | 편집 |

| \| 2018년 7월 6일 (금요일) \| \| 편집 \| |  |      |
| 국제 관계 - 조선민주주의인민공화국 평양특별시에 위치한 백화원 영빈관에서 김영철 노동당 부위원장과 마이크 폼페이오 미국 국무장관이 회담을 가졌다. 지난 6월 진행된 북미정상회담의 후속 회담으로, 양측은 관련 현안에 대하여 논의하였다. 법과 범죄 - 일본 도쿄 구치소에서 도쿄 지하철 사린 가스 사건의 주범 아사하라 쇼코에 대한 사형이 집행되었다. 이와 함께 교단의 간부 6명도 사형이 집행되었다. 스포츠 - 2018년 FIFA 월드컵(8강전): 프랑스가 우루과이를 2:0으로 꺾고, 벨기에는 브라질을 2:1로 꺾었다. 프랑스, 벨기에 양팀은 오는 7월 10일 크레스톱스키 스타디움에서 준결승전을 치른다. 사건 - 리비아 서부 자발 하사우나 지역에서 무장괴한들이 필리핀인 3명과 한국인 1명을 납치한 사건이 발생하였다. |  |      |
| 2018년 7월 6일 (금요일) |  | 편집 |

| 2018년 7월 6일 (금요일) |  | 편집 |

| \| 2018년 7월 7일 (토요일) \| \| 편집 \| |  |      |
| 국제 관계 - 한미 관계: 해리 해리스 주한 미국 대사가 인천국제공항을 통해 대한민국에 입국하였다. 새로 부임한 해리스 대사는 의회 인준 절차를 거쳐 지난 6월 29일 미국 국무부에서 취임 선서를 한 바 있다. 재해 - 2018년 일본 호우: 7월 3일부터 계속된 폭우로 오후 9시 기준으로 지금까지 최소78명이 숨지고, 8명이 다쳤으며, 60명이 실종되었다. 기후현 구조 시의 경우 3일간 1034.5mm의 기록적인 폭우가 내렸다. |  |      |
| 2018년 7월 7일 (토요일) |  | 편집 |

| 2018년 7월 7일 (토요일) |  | 편집 |

| \| 2018년 7월 8일 (일요일) \| \| 편집 \| |  |      |
| 법과 범죄 - 브라질 항소 법원에서 루이스 이나시우 룰라 다 시우바 전 대통령에 대한 석방 명령이 있었으나, 수 시간 만에 번복되었다. 한 재판관이 인신 보호 청원을 받아들여 석방을 명령하였으나, 주심 재판관이 재수감을 명령하였다. 사건 - 태국 구조당국이 동굴에 갇혀 지내던 유소년 축구팀 선수 13명 중 6명을 안전하게 구조했다고 밝혔다. 그 와중에 1명은 위중한 상태이다. |  |      |
| 2018년 7월 8일 (일요일) |  | 편집 |

| 2018년 7월 8일 (일요일) |  | 편집 |

| \| 2018년 7월 9일 (월요일) \| \| 편집 \| |  |      |
| 국제 관계 - 에티오피아의 아비 아흐메드 총리와 에리트레아의 이사이아스 아페웨르키 대통령이 회담을 갖고, 종전 선언을 하였다. 양국은 바드메(Badme) 지역 등에 걸친 국경 분쟁을 겪어왔는데, 이로 인하여 약 8만 여명의 양국 주민이 사망하였다. |  |      |
| 2018년 7월 9일 (월요일) |  | 편집 |

| 2018년 7월 9일 (월요일) |  | 편집 |

| \| 2018년 7월 10일 (화요일) \| \| 편집 \| |  |      |
| 국제 관계 - 인도 뉴델리의 영빈관에서 대한민국의 문재인 대통령과 인도의 나렌드라 모디 총리가 정상회담을 가졌다. 사건 - 2018년 태국 동굴 조난 사건: 태국 북부 치앙라이주 매사이 군의 탐루엉 동굴에서 실종된 유소년 축구단 선수들과 코치가 전원 구조되었다. 스포츠 - 2018년 FIFA 월드컵: 프랑스가 벨기에를 1:0으로 꺾고 결승전에 진출하였다. 프랑스는 두 번째 준결승전 경기(크로아티아 대 잉글랜드) 승자와 오는 7월 15일 결승전을 치른다. |  |      |
| 2018년 7월 10일 (화요일) |  | 편집 |

| 2018년 7월 10일 (화요일) |  | 편집 |

| \| 2018년 7월 11일 (수요일) \| \| 편집 \| |  |      |
| 스포츠 - 2018년 FIFA 월드컵: 크로아티아가 준결승전에서 연장전 끝에 잉글랜드에 2:1로 역전승하고, 결승 진출하였다. 크로아티아의 FIFA 월드컵 첫 결승 진출이다. 크로아티아는 오는 7월 15일 모스크바의 루즈니키 스타디움에서 프랑스와 결승전을 치른다. |  |      |
| 2018년 7월 11일 (수요일) |  | 편집 |

| 2018년 7월 11일 (수요일) |  | 편집 |

| \| 2018년 7월 12일 (목요일) \| \| 편집 \| |  |      |
| 경제와 비즈니스 - 한국은행 기준금리: 한국은행은 금융통화위원회 회의를 열고, 현재 기준금리인 1.50%의 유지를 결정하였다고 밝혔다. 대한민국의 기준금리는 지난 2017년 11월 30일 마지막으로 인상 조정되었으며, 2018년 1월, 2월, 4월과 5월에도 1.50% 유지가 결정된 바 있다. |  |      |
| 2018년 7월 12일 (목요일) |  | 편집 |

| 2018년 7월 12일 (목요일) |  | 편집 |

| \| 2018년 7월 13일 (금요일) \| \| 편집 \| |  |      |
|                                           |  |      |
| 2018년 7월 13일 (금요일)                  |  | 편집 |

| 2018년 7월 13일 (금요일) |  | 편집 |

| \| 2018년 7월 14일 (토요일) \| \| 편집 \| |  |      |
| 사회 - 대한민국의 최저임금: 대한민국의 최저임금위원회는 2019년도 대한민국의 최저임금을 8,350원으로 확정하였다. 2018년도 최저임금(7,530원)에서 약 10.9% 상승한 수준이다. |  |      |
| 2018년 7월 14일 (토요일) |  | 편집 |

| 2018년 7월 14일 (토요일) |  | 편집 |

| \| 2018년 7월 15일 (일요일) \| \| 편집 \| |  |      |
| 스포츠 - 2018년 FIFA 월드컵: 결승전에서 프랑스가 크로아티아를 4:2로 꺾고, 우승하였다. 프랑스의 우승은 통산 두 번째로, 지난 1998년 FIFA 월드컵 우승 이후 20년 만이다. 한편, 98년 당시에는 선수로 뛰었던 디디에 데샹 감독은 마리우 자갈루, 프란츠 베켄바워에 이어, 역대 세 번째로 선수와 감독으로 우승하는 기록을 세웠다. - 메이저 리그 베이스볼(MLB) 텍사스 레인저스의 추신수 선수가 51경기 연속 출루를 기록하면서 베이브 루스의 기록과 동률을 이루었다. 사회 - 일본 교토의 최고 기온이 38.8도까지 올랐다. 교토에서 관측이 시작된 이래, 7월 최고기온을 42년 만에 다시썼다. |  |      |
| 2018년 7월 15일 (일요일) |  | 편집 |

| 2018년 7월 15일 (일요일) |  | 편집 |

| \| 2018년 7월 16일 (월요일) \| \| 편집 \| |  |      |
| 국제 관계 - 핀란드 헬싱키의 대통령궁에서 도널드 트럼프 미국 대통령과 블라디미르 푸틴 러시아 대통령이 정상회담을 가졌다. - 에리트레아의 대사관이 에티오피아의 수도 아디스아바바에 20여 년만에 다시 문을 열었다. 7월 9일 종전 선언에 이은 조치이다. 법과 범죄 - 대한민국 경상북도 영주시의 한 새마을금고에서 강도 사건이 발생하였다. 복면을 한 용의자는 약 4,300여 만원을 탈취, 도주하였다. |  |      |
| 2018년 7월 16일 (월요일) |  | 편집 |

| 2018년 7월 16일 (월요일) |  | 편집 |

| \| 2018년 7월 17일 (화요일) \| \| 편집 \| |  |      |
| 사고 - 포항 수리온 추락 사고: 대한민국 경상북도 포항시에서 KAI 마린온 헬기가 추락한 사건이 일어나 5명이 사망하고 부상자가 1명이 발생하였다. - 전라북도 남원시에서 제초작업을 하던 80대가 열사병으로 숨졌다. 전라북도에서 온열 질환으로 인한 사망자는 올해 들어 처음이다. 사회 - 대한민국 신일그룹 탐사팀이 7월 15일, 울릉도 앞바다에서 침몰한 러시아 순양함 드미트리 돈스코이호를 113년 만에 발견했다고 발표했다. |  |      |
| 2018년 7월 17일 (화요일) |  | 편집 |

| 2018년 7월 17일 (화요일) |  | 편집 |

| \| 2018년 7월 18일 (수요일) \| \| 편집 \| |  |      |
| 사회 - 대한민국 서울 지하철 5호선 동대문역사문화공원역 노후 에스컬레이터 교체공사로 환승통로가 폐쇄된다. 이에 따라 이날부터 10월 말일까지 2-4호선과 5호선 간의 환승을 할 수 없다. - 대한민국 영동선 정동진역~강릉역 구간 개통으로 무궁화호, 서해바다열차가 다시 운행을 시작하였다. 사고 - 스웨덴에서 역대 최악의 가뭄과 폭염으로 60여건의 산불이 발생하였다. |  |      |
| 2018년 7월 18일 (수요일) |  | 편집 |

| 2018년 7월 18일 (수요일) |  | 편집 |

| \| 2018년 7월 19일 (목요일) \| \| 편집 \|                                                                   |  |      |
| 법과 범죄 - 대한민국 영주경찰서는 지난 7월 16일 발생한 새마을금고 강도 사건의 용의자를 검거하였다고 밝혔다. |  |      |
| 2018년 7월 19일 (목요일)                                                                                    |  | 편집 |

| 2018년 7월 19일 (목요일) |  | 편집 |

| \| 2018년 7월 20일 (금요일) \| \| 편집 \| |  |      |
| 국제 관계 - 대한민국과 조선민주주의인민공화국이 동해선 철도 연결구간에 대한 공동점검을 진행한다. 24일에는 경의선 철도 연결구간도 공동점검을 할 예정이라고 밝혔다. 법과 범죄 - 대한민국 서울중앙지방법원 형사합의32부는 박근혜 전 대통령의 국정원 특수활동비 수수와 관련하여 징역 6년과 추징금 33억원, 과거 새누리당의 공천 개입과 관련하여 징역 2년을 각각 선고하였다. 사회 - 국군기무사령부 계엄령 준비 사건: 대한민국 청와대가 2017년 3월 당시 국군기무사령부에서 작성한 계엄령 검토 문건(‘전시 계엄 및 합수(합동수사) 업무 수행 방안’)의 내용을 공개하였다. 사고 - 이라크에서는 한낮 체감기온이 섭씨 50도를 넘나드는 폭염속에 전기와 물부족으로 시민들이 거리로 뛰쳐나왔다. |  |      |
| 2018년 7월 20일 (금요일) |  | 편집 |

| 2018년 7월 20일 (금요일) |  | 편집 |

| \| 2018년 7월 21일 (토요일) \| \| 편집 \| |  |      |
| 정치 - 스페인에서 국민당 대표로 파블로 카사도(Pablo Casado)가 선출되었다. 지난 6월 1일 마리아노 라호이 총리가 실각하면서 정권이 스페인 사회노동당(84석)으로 넘어갔으나, 국민당은 현재 스페인 하원 의석 350석 중 134석을 차지하고 있는 제1당이다. 사회 - KTX 여승무원 고용 분쟁: 4256일만에 승무원들이 한국철도공사에 특별채용되는 것으로 합의되며 종료되었다. |  |      |
| 2018년 7월 21일 (토요일) |  | 편집 |

| 2018년 7월 21일 (토요일) |  | 편집 |

| \| 2018년 7월 22일 (일요일) \| \| 편집 \|               |  |      |
| 재해 - 대한민국 서울특별시 최고기온이 38.0℃를 기록했다. |  |      |
| 2018년 7월 22일 (일요일)                                |  | 편집 |

| 2018년 7월 22일 (일요일) |  | 편집 |

| \| 2018년 7월 23일 (월요일) \| \| 편집 \| |  |      |
| 문화와 예술 - 대한민국의 소설가 최인훈이 82세를 일기로 숨졌다. 대표작으로는 《광장》이 있다. 사고 - 대한민국 경부고속선 천안아산역 ~ 오송역 선로 구간의 온도가 61.4℃ 까지 오르면서 KTX와 SRT가 시속 70km 이하로 서행 운행하였다. 재해 - 대한민국 서울특별시의 아침 최고기온이 29.2도를 기록하였다. 111년 전인 1907년 서울에서 기상관측이 시작된 이래, 가장 높은 기록이다. 종전 기록은 1994년 8월 15일의 28.8도이다. 그리고 경상북도 경산시 하양읍은 최고기온 39.9℃를 기록하였다. 정치와 선거 - 대한민국의 정치인 노회찬이 61세를 일기로 숨졌다. |  |      |
| 2018년 7월 23일 (월요일) |  | 편집 |

| 2018년 7월 23일 (월요일) |  | 편집 |

| \| 2018년 7월 24일 (화요일) \| \| 편집 \| |  |      |
| 재해 - 대한민국 서울특별시 서남·서북·동북·도심권 오존주의보가 발령되었다. - 대한민국 경상북도 영천시 신령면 최고 기온이 40.2℃를 기록했다. - 대한민국 폭염으로 10명이 사망하였고, 온열질환자 550명이 발생하였다. 사고 - 2018년 아티키 산불: 그리스 아테네 외곽 아티키 주에서 발생한 대형 산불로 인해 건물 1000채 이상이 전소되거나 파손되었고 사망자 86명 부상자가 187명 발생되었다. - 2018년 라오스 댐 붕괴 사고: 라오스 남동부에 위치한 세피안-세남노이 수력발전소 보조댐이 무너져 인근 6개 마을에 홍수가 발생했다. 이로 인하여 다수가 숨지고, 수백 명의 실종자가 발생하였다. |  |      |
| 2018년 7월 24일 (화요일) |  | 편집 |

| 2018년 7월 24일 (화요일) |  | 편집 |

| \| 2018년 7월 25일 (수요일) \| \| 편집 \| |  |      |
|                                           |  |      |
| 2018년 7월 25일 (수요일)                  |  | 편집 |

| 2018년 7월 25일 (수요일) |  | 편집 |

| \| 2018년 7월 26일 (목요일) \| \| 편집 \| |  |      |
| 법과 범죄 - 일본에서 도쿄 지하철 사린 사건과 관련하여, 사형 선고를 받고 복역 중이던 옴진리교 교도 6명에 대한 사형이 집행되었다. 이에 앞서 2018년 7월 6일에는 교주 아사하라 쇼코 등 사형수 7명에 대한 사형이 집행된 바 있다. 재해 - 대한민국 경상북도 경산시 하양읍 최고 기온 40.5℃을 기록했고, 경상북도 영천시 신녕면 최고 기온 40.4℃를 기록했다. 사건 - BMW코리아는 주행 중 엔진 부위에서 화재 사고가 잇따른 차량 10만6천여대에 대해 자발적 리콜 조치가 시행되었다. - 로타에 대해 대한민국 경찰이 이번 성폭행·추행 의혹 사건을 기소의견으로 검찰에 송치했다. |  |      |
| 2018년 7월 26일 (목요일) |  | 편집 |

| 2018년 7월 26일 (목요일) |  | 편집 |

| \| 2018년 7월 27일 (금요일) \| \| 편집 \| |  |      |
| 과학 - 개기월식이 일어났다. 이번 개기월식은 지난 1월(2018년 1월 31일 월식)에 이어 올해 두 번째이다. 군사 - 중화인민공화국 군용기 한 대가 대한민국 방공 식별 구역에 침범한 사건이 일어났다. 2018년에만 4 번째이다. 법과 범죄 - 대한민국 검찰은 비서 성폭행 혐의로 기소된 안희정 전 충남지사에 대해 징역 4년을 구형했다. 사회 - 대한민국 국방부는 오는 2020년까지 군복무 단축(단계적으로 육군 기준 현행 21개월에서 18개월로 단축)과 장성(장군) 76명 감축 등을 담은 국방개혁안(국방개혁2.0)을 발표하였다. 재해 - 2018년 아티키 산불에 이어 그리스 수도 아테네 북쪽 외곽에 돌풍과 함께 폭우가 쏟아져 상당수 주택과 자동차가 침수 피해를 입었다. |  |      |
| 2018년 7월 27일 (금요일) |  | 편집 |

| 2018년 7월 27일 (금요일) |  | 편집 |

| \| 2018년 7월 28일 (토요일) \| \| 편집 \| |  |      |
|                                           |  |      |
| 2018년 7월 28일 (토요일)                  |  | 편집 |

| 2018년 7월 28일 (토요일) |  | 편집 |

| \| 2018년 7월 29일 (일요일) \| \| 편집 \| |  |      |
| 법과 범죄 - 대한민국 제주도에서 가족과 함께 캠핑하던 30대 여성이 실종되었다. 4일 동안 경찰과 해경이 실종자 수색에 나섰으나, 찾지 못하고 공개수사로 전환하였다. - 아프리카 카메룬 북서부 엔돕지역에서 분리주의자들로 추정되는 무장괴한들이 교도소를 습격해 재소자 160여 명이 집단 탈옥하는 사건이 일어났다. 스포츠 - 2018년 투르 드 프랑스에서 제레인트 토머스(Geraint Thomas)가 우승하였다. 재해 - 미국 캘리포니아 주 북부에서 시작된 대형 산불로 인하여 최소 5명 숨지고, 3만여 명이 피난길에 올랐다. - 2018년 7월 롬복섬 지진: 인도네시아 롬복섬에서 모멘트 규모 6.4의 지진이 발생하였다. 섬 북쪽에 있는 린자니산의 북동쪽 자락에서 발생한 이 지진으로, 최소 3명 이상이 숨졌다. 정치와 선거 - 말리에서 대통령 선거가 실시되었다. |  |      |
| 2018년 7월 29일 (일요일) |  | 편집 |

| 2018년 7월 29일 (일요일) |  | 편집 |

| \| 2018년 7월 30일 (월요일) \| \| 편집 \| |  |      |
| 법과 범죄 - 대한민국 경찰은 보물선 돈스코이호를 인양하겠다며 ‘신일골드코인(SCG)’이라는 가상화폐를 만들어 판매한 신일그룹 최용석 대표와 주요 관계자들에 대해 출국금지 조치를 내렸다. 사건 - 대한민국 인천시 북항 해저터널 주행 중 화재 사고로 리콜 결정이 내려진 BMW 차량에서 운행 중 화재가 발생하였다. - 대한민국 한국철도공사는 9월부터 인천공항2터미널역 행 KTX 운행을 중단하기로 밝혔다. 사회 - 대한민국 서울특별시에서 폭염을 자연재해로 규정하고 관리하기로 했다. 정치와 선거 - 짐바브웨에서 대통령 선거가 실시되었다. |  |      |
| 2018년 7월 30일 (월요일) |  | 편집 |

| 2018년 7월 30일 (월요일) |  | 편집 |

| \| 2018년 7월 31일 (화요일) \| \| 편집 \| |  |      |
| 사건 - 대한민국 인천시 경인고속도로 서울 방향 가좌IC 인근에서 주행 중인 BMW 420d 차량에 화재가 발생하였다. - 브라질 북동부와 북부 지역에서 범죄 조직의 소행으로 보이는 폭동이 잇따르고 있다. 재해 - 대한민국 서울특별시 기온이 38℃를 기록했다. |  |      |
| 2018년 7월 31일 (화요일) |  | 편집 |

| 2018년 7월 31일 (화요일) |  | 편집 |

| <           | 2018년 7월 | 2018년 7월 | 2018년 7월 | 2018년 7월 | 2018년 7월  | >          |
| 일          | 월         | 화         | 수         | 목         | 금          | 토         |
| 1 5.18 갑오 | 2 19 을미  | 3 20 병신  | 4 21 정유  | 5 22 무술  | 6 23 기해   | 7 24 경자  |
| 8 25 신축   | 9 26 임인  | 10 27 계묘 | 11 28 갑진 | 12 29 을사 | 13 6.1 병오 | 14 2 정미  |
| 15 3 무신   | 16 4 기유  | 17 5 경술  | 18 6 신해  | 19 7 임자  | 20 8 계축   | 21 9 갑인  |
| 22 10 을묘  | 23 11 병진 | 24 12 정사 | 25 13 무오 | 26 14 기미 | 27 15 경신  | 28 16 신유 |
| 29 17 임술  | 30 18 계해 | 31 19 갑자 |            |            |             |            |

| 부고, 선거                                                                      |
| \| 부고 - 2018년 - 6월 - 7월 - 8월 선거 - 2018년 멕시코 대통령 선거 편집하기 \| |
| - 2018년 - 6월 - 7월 - 8월 - 2018년 멕시코 대통령 선거 편집하기                 |

| - 2018년 - 6월 - 7월 - 8월 - 2018년 멕시코 대통령 선거 편집하기 |